# Савадов Арсен Володимирович
Арсен Володимирович Савадов — український художник вірменського походження, концептуаліст,  медіа-художник та фотограф, майстер фотомонтажу. Представляв Україну на Венеціанському бієннале в 2001 р. В 1982—1996 роках працював у дуеті з Георгієм Сенченком, зокрема художники разом створили відому картину «Сум Клеопатри» (1987), що знаменувало прихід Нової хвилі.

## Біографія
Народився 24 вересня 1962 року в Києві в родині художника-графіка Володимира Савадова, вірменина з Баку. 
В 1982 р. закінчив Республіканську Середню Художню Школу ім. Т.Шевченка. 
В 1988 р. закінчив Київський державний художній інститут. Учасник київської художньої групи «Паризька комуна». Працює в галузі концептуалізму. Представляв Україну на 49-й Венеціанській бієнале.
Критики вважають Арсена Савадова однією з ключових фігур українського сучасного мистецтва, який заявив про себе наприкінці 80-х, українського трансавангарду, необароко, так званої «Південноросійської хвилі». Відому роботу «Печаль Клеопатри», створену Арсеном Савадовим спільно з Георгієм Сенченком в 1987 році, заведено вважати точкою відліку для нового періоду в українському мистецтві[джерело?].
У 1990-ті роки Арсен Савадов працював з фотографією і відео в співавторстві з Георгієм Сенченком, потім з Олександром Харченком, але в підсумку віддав перевагу індивідуальній творчій кар'єрі. Найбільшу популярність Арсену Савадову принесли провокативні проєкти: «Донбас-Шоколад» та «Книга мертвих».
Працює та живе в Києві.